# Maggie Grace
Maggie Grace, pseudonimo di Margaret Grace Denig (Worthington, 21 settembre 1983), è un'attrice statunitense.

## Biografia
Figlia di genitori divorziati dall'età di 16 anni, ha debuttato nel 2002 nella serie televisiva Septuplets e in seguito ha partecipato al film TV L'estate della nostra vita, con Tom Selleck e Wendy Crewson. Ha avuto un ruolo nello show televisivo Oliver Beene ed è apparsa come guest star in altre serie televisive (CSI: Miami, The Lyon's Den, Cold Case - Delitti irrisolti e Law & Order - Unità vittime speciali).
È diventata famosa a livello internazionale per l'interpretazione di Shannon Rutherford nella serie televisiva Lost e per la partecipazione al film The Fog - Nebbia assassina.
Nel 2008 è stata co-protagonista al fianco di Famke Janssen e Liam Neeson nel film Io vi troverò, nonché nei due sequel intitolati Taken - La vendetta nel 2012 e Taken 3 - L'ora della verità nel 2015.
Nel 2011 è apparsa sul grande schermo in The Twilight Saga: Breaking Dawn - Parte 1 rivestendo il ruolo di Irina, una vampira amica della famiglia Cullen, ruolo ripreso anche nell'ultimo capitolo della serie.
Nel 2013 ha recitato al fianco di David Duchovny, in occasione della sesta stagione della serie televisiva statunitense Californication, interpretando il ruolo di una groupie di nome Faith, che è la Musa di numerosi artisti Rock, e lo diventa anche per una sceneggiatura teatrale di Hank Moody, col quale intrattiene una relazione per tutta la durata della stagione.

## Filmografia

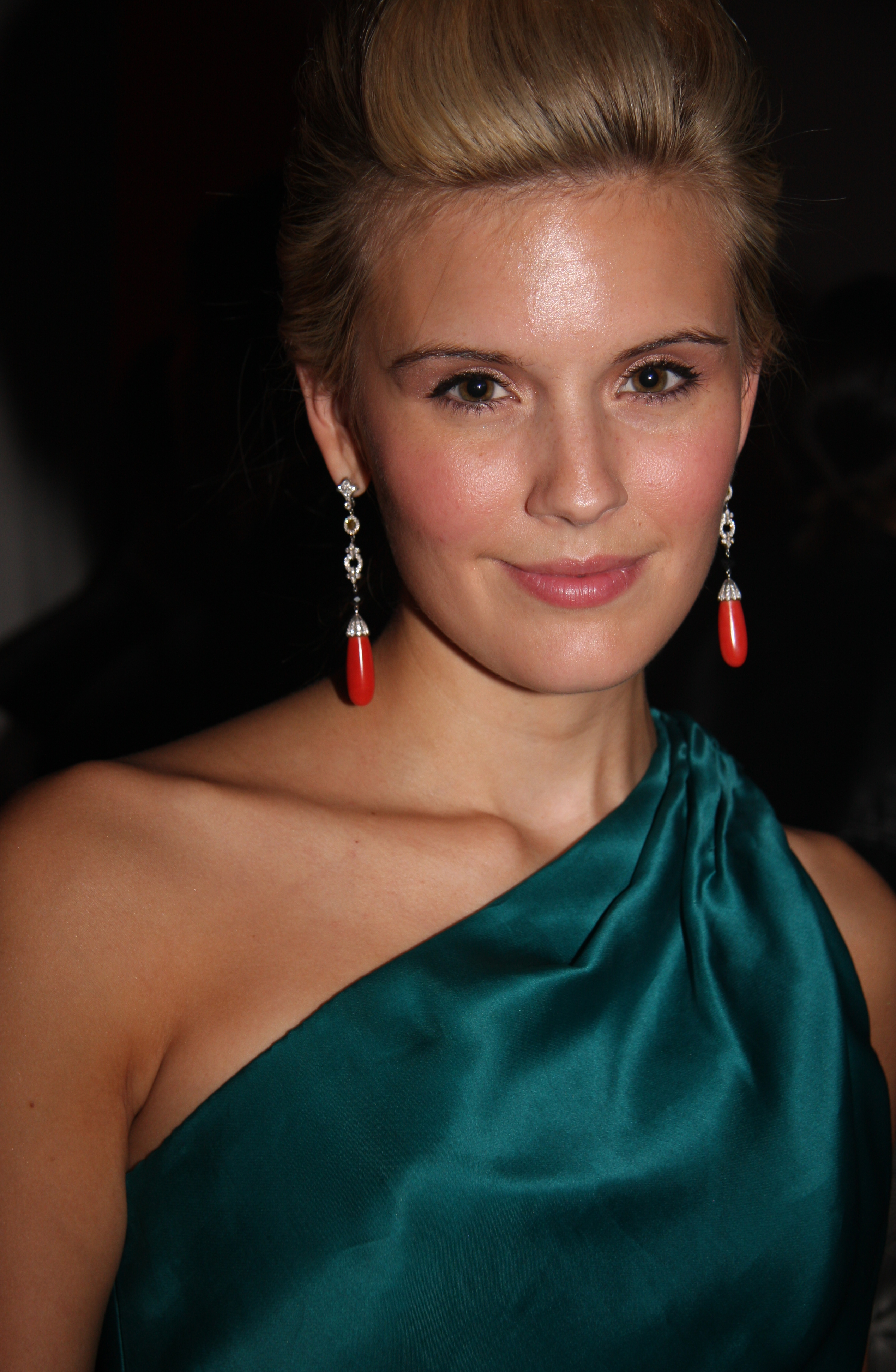
Maggie Grace nel 2009

### Cinema
- Rachel's Room, regia di Ellie Kanner (2001)
- Shop Club, regia di Noah Stern (2002)
- Creature Unknown, regia di Michael Burnett (2004)
- The Fog - Nebbia assassina (The Fog), regia di Rupert Wainwright (2005)
- Suburban Girl, regia di Marc Klein (2007)
- Il club di Jane Austen (The Jane Austen Book Club), regia di Robin Swicord (2007)
- Io vi troverò (Taken), regia di Pierre Morel (2008)
- Malice in Wonderland, regia di Simon Fellows (2009)
- Flying Lessons, regia di Derek Magyar (2010)
- Innocenti bugie (Knight and Day), regia di James Mangold (2010)
- The Experiment , regia di Paul Scheuring (2010)
- Faster, regia di George Tillman Jr. (2010)
- The Twilight Saga: Breaking Dawn - Parte 1 (The Twilight Saga: Breaking Dawn - Part 1), regia di Bill Condon (2011)
- Lockout, regia di James Mather e Stephen St. Leger (2012)
- Taken - La vendetta (Taken 2), regia di Olivier Megaton (2012)
- The Twilight Saga: Breaking Dawn - Parte 2 (The Twilight Saga: Breaking Dawn - Part 2), regia di Bill Condon (2012)
- Annie Parker (Decoding Annie Parker), regia di Steven Bernstein (2013)
- About Alex, regia di Jesse Zwick (2014)
- Taken 3 - L'ora della verità (Taken 3), regia di Olivier Megaton (2015)
- La scelta - The Choice (The Choice), regia di Ross Katz (2016)
- Aftermath - La vendetta (Aftermath), regia di Elliott Lester (2017)
- Hurricane - Allerta uragano (The Hurricane Heist), regia di Rob Cohen (2018)
- Amore, matrimoni e altri disastri (Love, Weddings & Other Disasters), regia di Dennis Dugan (2020)
- The Secret Art of Human Flight, regia di H.P. Mendoza (2023)
- Blackwater Lane, regia di Jeff Celentano (2024)

### Televisione
- Septuplets – serie TV (2002)
- Martha M. - Diario di un omicidio (Murder in Greenwich), regia di Tom McLoughlin – film TV (2002)
- L'estate della nostra vita (Twelve Mile Road), regia di Richard Friedenberg – film TV (2003)
- CSI: Miami – serie TV, episodio 1x21 (2003)
- The Lyon's Den – serie TV, episodio 1x12 (2003)
- Miracles – serie TV, episodio 1x09 (2003)
- Like Family – serie TV, episodio 1x12 (2004)
- Cold Case - Delitti irrisolti (Cold Case) – serie TV, episodio 1x16 (2004)
- Oliver Beene – serie TV, 8 episodi (2004)
- Law & Order - Unità vittime speciali (Law & Order: Special Victims Unit) – serie TV, episodio 6x03 (2004)
- Lost – serie TV, 30 episodi (2004-2010)
- Californication – serie TV, 10 episodi (2013)
- The Following – serie TV, episodio 1x01 (2013)
- Susanna – serie web, 12 episodi (2013)
- When Calls The Heart, regia di Michael Landon Jr. – film TV (2013)
- Masters of Sex – serie TV, episodio 3x02 (2015)
- Fear the Walking Dead – serie TV, 30 episodi (2018-2021)
- Suits LA – serie TV, 10 episodi (2025)

## Riconoscimenti
- 2015 – Teen Choice Awards[1]
  - Candidatura come miglior attrice in un film d'azione per Taken 3 - L'ora della verità

## Doppiatrici italiane
Nelle versioni in italiano delle opere in cui ha recitato, Maggie Grace è stata doppiata da:
- Letizia Scifoni in Io vi troverò, Innocenti bugie, The Twilight Saga: Breaking Dawn - Parte 1, Taken - La vendetta, The Twilight Saga: Breaking Dawn - Parte 2, Taken 3 - L'ora della verità
- Federica De Bortoli in CSI: Miami, Law & Order - Unità vittime speciali, La scelta - The Choice (ridoppiaggio)
- Domitilla D'Amico in The Fog - Nebbia assassina, The Experiment, The Following
- Rossella Acerbo ne Il club di Jane Austen, Faster
- Alida Milana in Lost, About Alex
- Chiara Gioncardi in Californication, Fear the Walking Dead
- Debora Magnaghi in L'estate della nostra vita
- Deborah Ciccorelli in Suburban Girl
- Francesca Manicone in Lockout
- Ludovica De Caro in Annie Parker
- Simona Chirizzi in La scelta - The Choice
- Cristiana Rossi in Hurricane - Allerta uragano
- Gaia Bolognesi in Amori, matrimoni e altri disastri